# Philisidae
Philisidae — вимерла родина рукокрилих з підряду Microchiroptera, представники якої мешкали між еоценом і пізнім міоценом в Африці.

## Роди
До родини відносять такі роди:
- †Dizzya Sigé, 1991
- †Philisis Sigé, 1985 типовий
- †Scotophilisis Horáček, Fejfar & Hulva, 2006
- †Vampyravus Schlosser, 1910
- †Witwatia Gunnell et al., 2008